# Шаман-Гора (Бурятия)
Шаман-Гора — утёс (скалистый останец) горы Голубинка высотой 10—15 м, расположенный в местности Страшная падь в 200 м от дороги между сёлами Старая и Новая Брянь Заиграевского района Республики Бурятии. Эта скала — одно из почитаемых священных мест Бурятии, место поклонения и верований. Рядом с утёсом расположено обо, ветви деревьев вокруг украшены хадаками.
На скале в 1976 году были открыты наскальные рисунки, относящиеся к бронзовому веку. Петроглифы имеют статус выявленного объекта археологического наследия. Наскальные рисунки сильно повреждены выветриванием и вандализмом.
В настоящее время скала закопчённая дымом, тут и там встречаются бессмысленные надписи, у подножия мусор — осколки стекла, брошенные бутылки.

## Географическое положение
Скала расположена примерно в 80 км от города Улан-Удэ, в 4 км на север от села Старая Брянь Заиграевского района Республики Бурятии в местности Страшная падь, в пределах 200 м слева от автодороги между Старой и Новой Брянью на скалистом останце (высотой 10—15 м) горы Голубинка. Шаман-гора имеет сильно выветренную кристаллическую поверхность сложенную из крупнозернистого розового гранита. По некоторым версиям скала образовалась в результате геологического разлома.
Недалеко от Шаман-Горы у подножия соседней горы Данилина (местные жители называют эту гору «Варвариной» или «Ведьминой») располагается памятник археологии поселение Варварина Гора. В 11 км вверх по течению реки находится пещера Старая Брянь.

## Шаман-Гора
В древности на Шаман-Горе проводились женские шаманские обряды. Некоторые жители близлежащих сёл считают это место мощным энергетическим центром. Эта скала — почитаемое священное место, место поклонения и верований. В скале есть щель около трёх метров в высоту, которую называют «Чревом матери» — по поверьям место женской силы. Женщины, которые хотят родить ребёнка или имеют какие-то проблемы в личной жизни, приходят сюда и оставляют в этой каменной расщелине записку с просьбой ей помочь. В 2017 году во время обследования петроглифов И. А. Пономарёвой было отмечено, что имеются свидетельства поклонения этому памятнику — рядом с ним расположено обо, ветви деревьев вокруг скалы украшены хадаками.
Справа от «Чрева матери», на высоте полутора метров, расположены рисунки-петроглифы: вертикальные черты, либо кресты, нарисованные оранжевой охрой. Неподалёку от рисунков, ближе к краю стены, на высоте трёх-четырёх метров есть углубление из которого сочится «каменное масло», к нему ведёт деревянная лестница-настил. Жители близлежащих сёл собирают это «масло» в лечебных целях. Ближе к вершине Шаман-Горы находятся «бусы шамана» — покрытая трещинами извилистая полоса в наслоениях горных пород пересекающая скальный массив. На самой вершине произрастает шаманское «древо жизни» — одинокое молодое дерево.
У подножия скалы лежит огромный валун с расщелиной посредине — «Камень грехов» или «Щель грешников». По поверьям, каждый, кто сможет пройти через эту каменную щель не прикоснувшись к валуну руками, освобождается от грехов.
Своё название гора получила по легенде — здесь некогда жил один из последних шаманов. Старообрядцы изгнали его с родных мест и здесь под этой скалой он нашёл своё пристанище. У подножия горы есть небольшая пещера, где, по этой легенде, он жил отшельником. В отшельничестве он предавался молитвам и медитациям, в особые дни поднимался на вершину скалы и подолгу медитировал там. После его смерти похоронили его здесь же. В самой пещере есть два туннеля, но очень узких. Оба завалены камнями. По этой же легенде считается, что его дух до сих пор обитает на горе и помогает тем, кто приходит сюда с чистыми помыслами, только нужно соблюдать некоторые правила — преподнести дар духам местности, отказаться от спиртного и не мусорить.
В настоящее время Шаман-Гора закопчённая дымом, местами встречаются бессмысленные надписи, у подножия горы мусор — осколки стекла, брошенные бутылки. В щели «Чрево матери» вандалы оставили надписи.

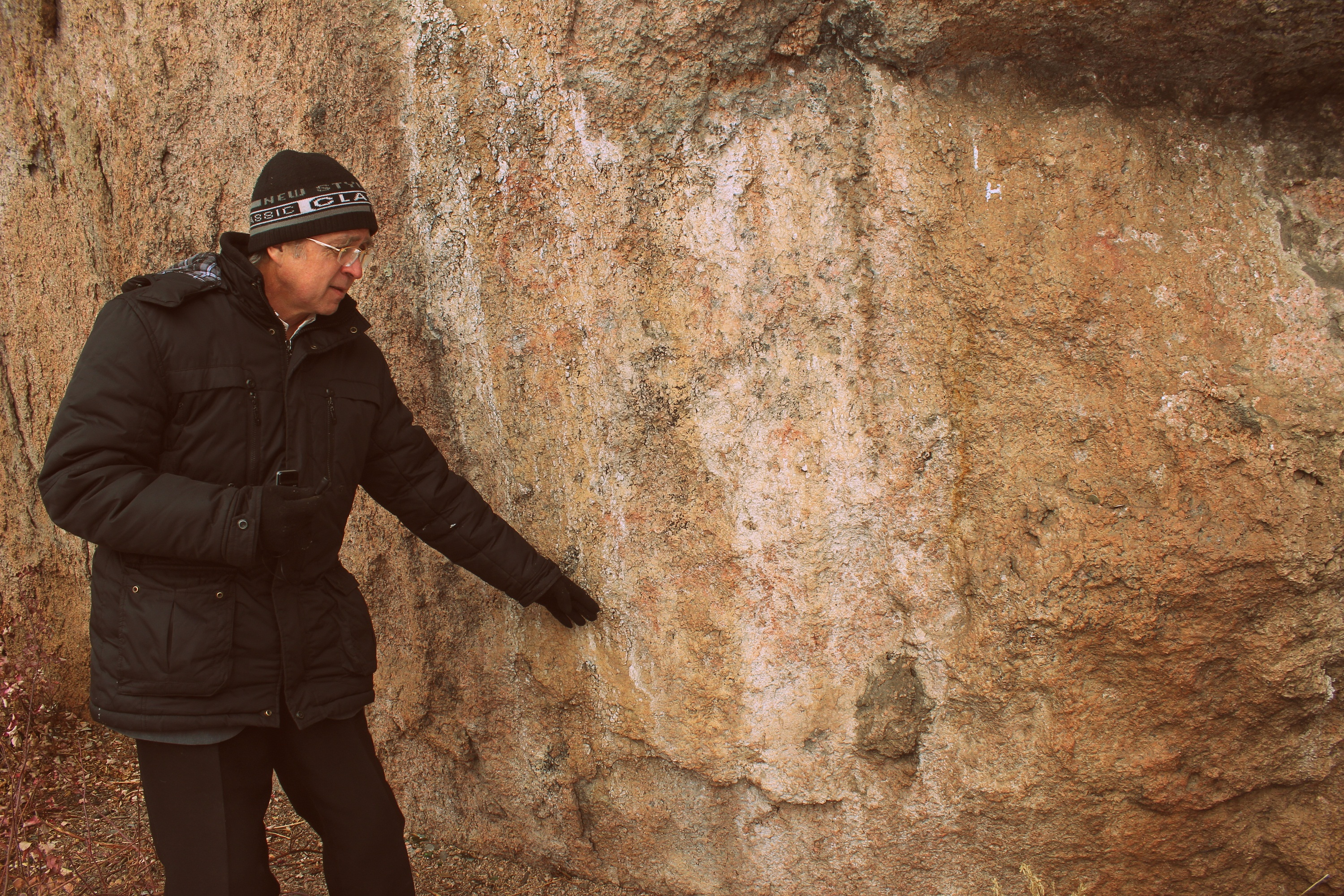
Краевед Сергей Ольхин проводит археологическую экскурсию у горы
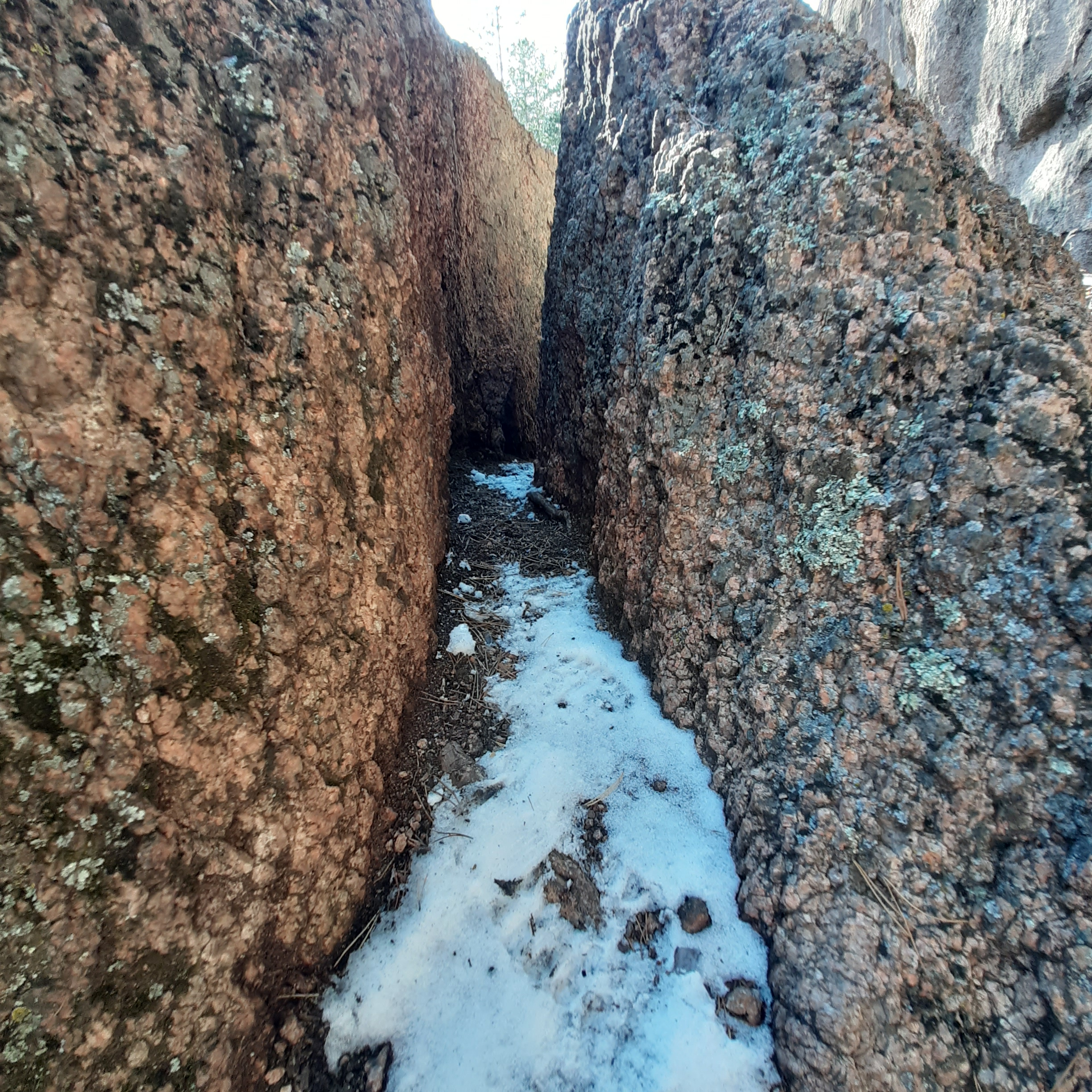
«Камень грехов»
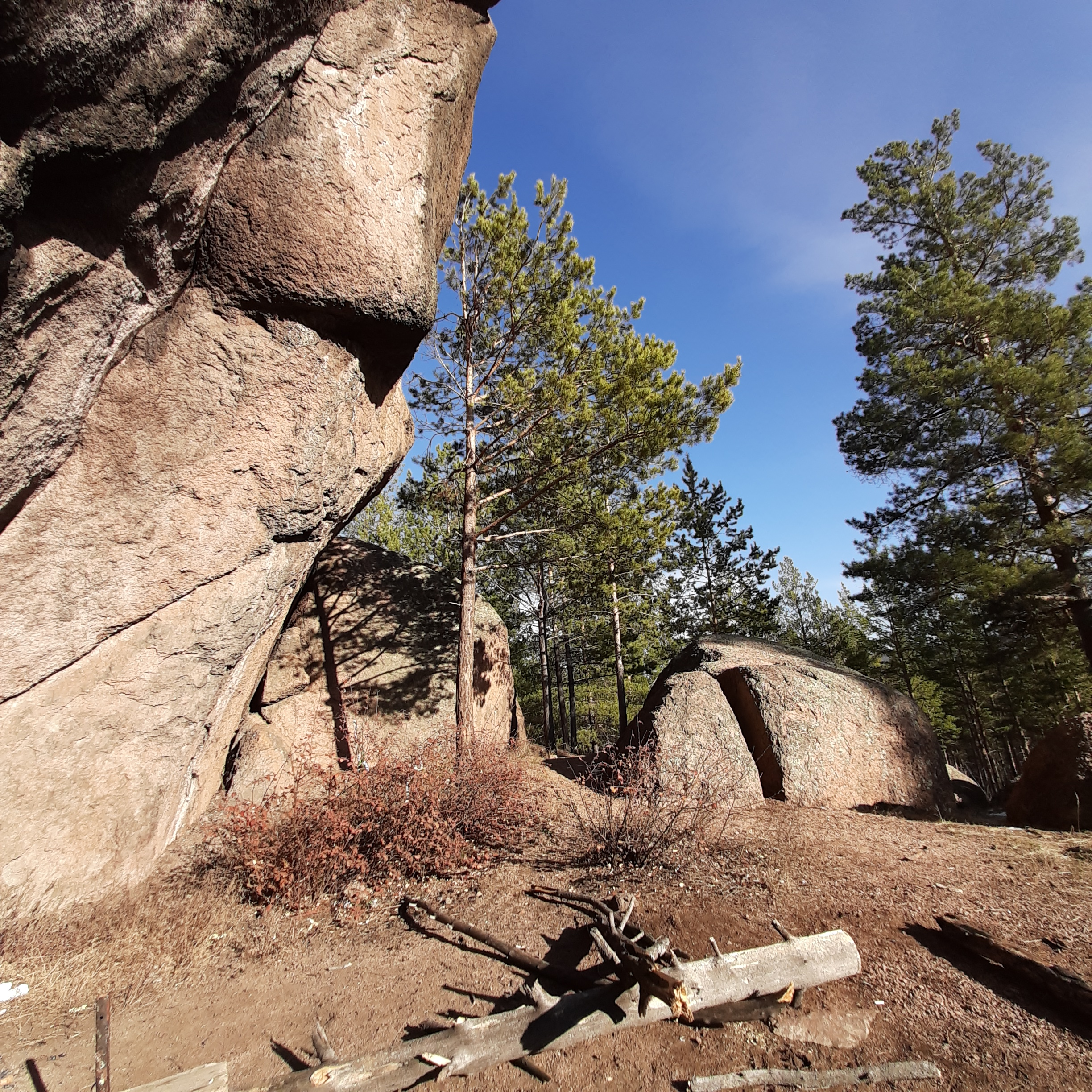
Подножие Шаман-Горы
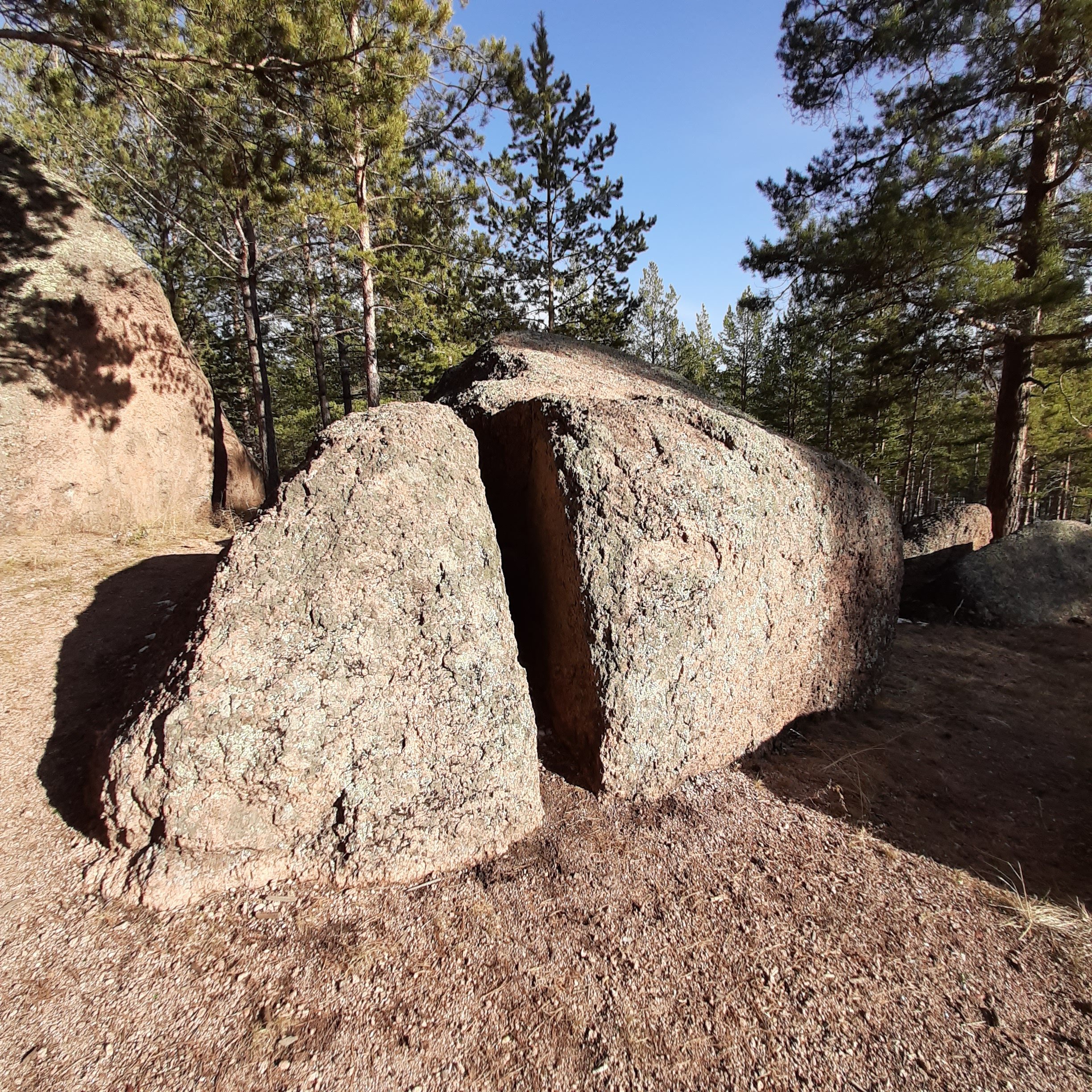
«Камень грехов»
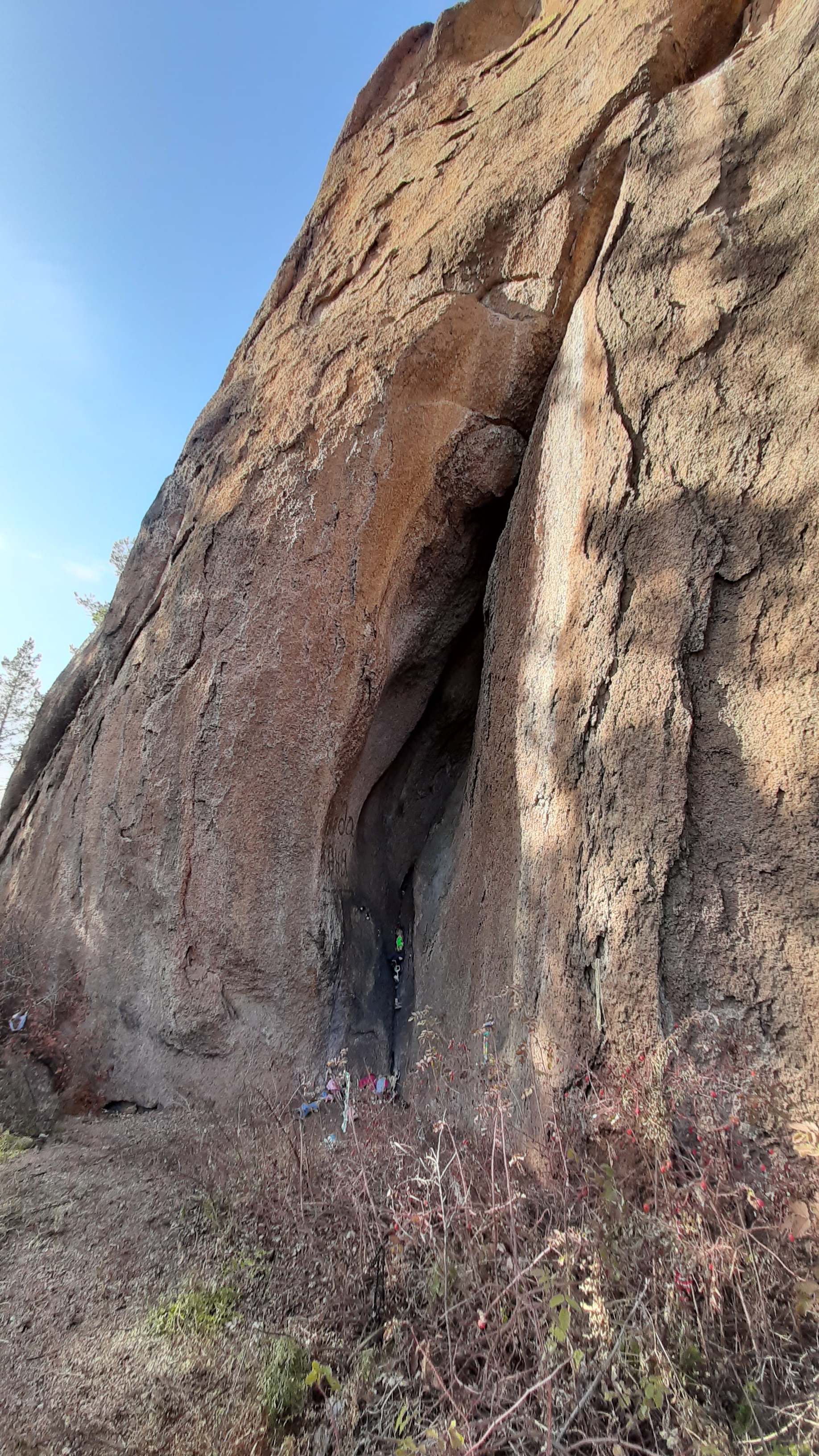
«Чрево матери»
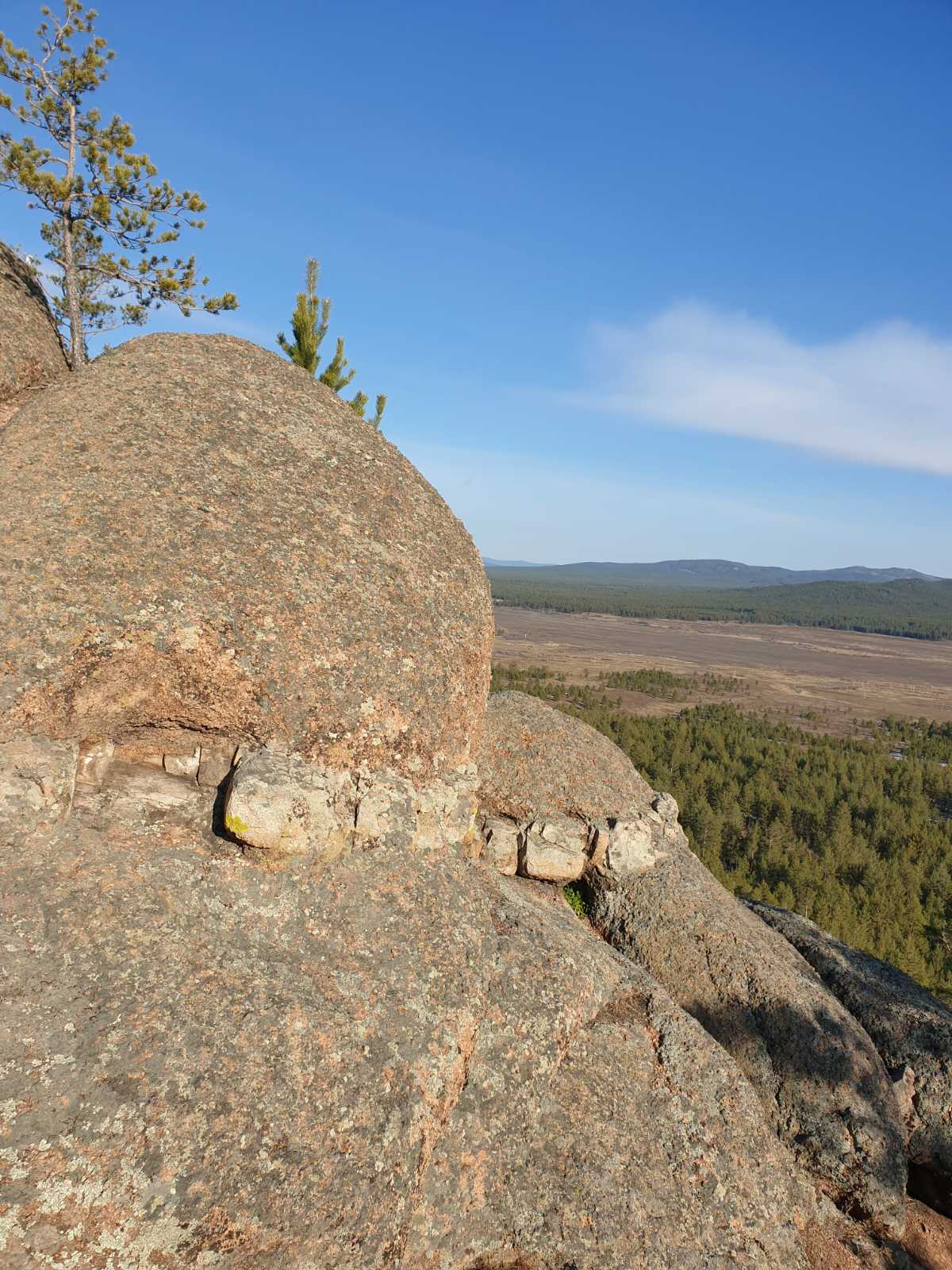
Бусы шамана

## Петроглифы
Объект культурного наследия народов РФ. Объект № 0430194000 (БД Викигида)

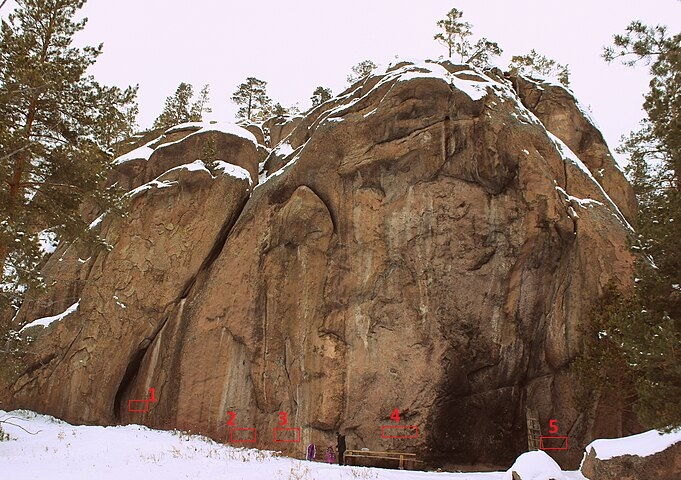
Расположение петроглифов на скале

В 1976 году А. П. Окладниковым, В. И. Молодиным и А. К. Конопацким на Шаман-Горе (в научной литературе она упоминается как скалистый останец горы Голубинка) были открыты наскальные рисунки, относящиеся к бронзовому веку (1-е тысячелетие до н. э.). В 1978 году археологической экспедицией Этнографического музея народов Забайкалья под руководством А. В. Тиваненко был произведён осмотр петроглифов. В 2017 году экспедиция университета Гриффита (Австралия) под руководством археолога И. А. Пономарёвой провела обследование и документирование памятника. Петроглифы имеют статус выявленного объекта археологического наследия.
Во время калькирования рисунков они были в плохой сохранности и выявлялись только при увлажнении поверхности скалы. Охра сильно выцвела и приобрела нежно-малиновую, схожую с цветом скал окраску. Часть рисунков уже была уничтожена вследствие осыпания чешуек гранита. Другая часть сохранилась благодаря небольшим карнизам над ними. Петроглифы представлены изображениями птиц, фигурками людей, аморфными рисунками, группами пятен и линий. Петроглифы сильно повреждены выветриванием и вандализмом.

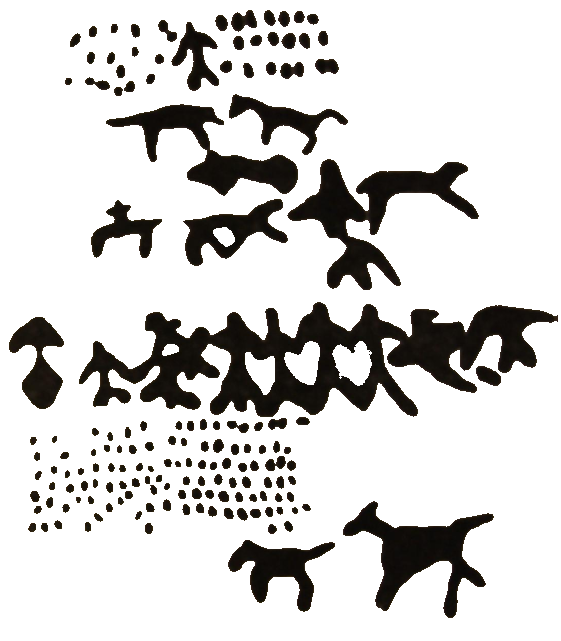
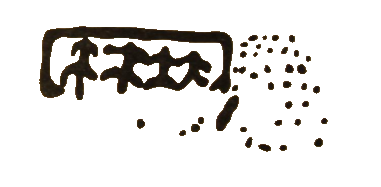
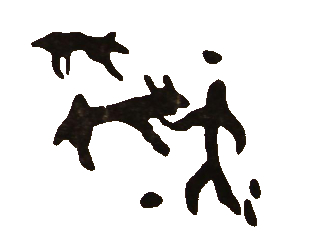
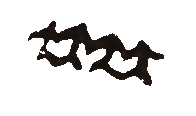
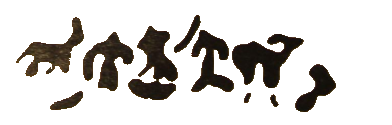
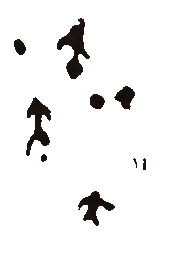
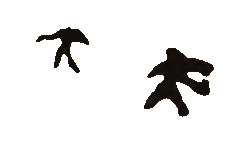